# Phreatodytes relictus
Phreatodytes relictus är en skalbaggsart som beskrevs av Uéno 1957. Phreatodytes relictus ingår i släktet Phreatodytes och familjen grävdykare. Inga underarter finns listade i Catalogue of Life.